# 1935 en science-fiction
| Années de la science-fiction : 1932 - 1933 - 1934 - 1935 - 1936 - 1937 - 1938    |
| Décennies de la science-fiction : 1900 - 1910 - 1920 - 1930 - 1940 - 1950 - 1960 |

L'année 1935 a été marquée, en matière de science-fiction, par les événements suivants.

## Naissances et décès

### Naissances
- 15 janvier : Robert Silverberg, écrivain américain.
- 21 février : Richard A. Lupoff, écrivain américain, mort en 2020.
- 14 avril : Terrance Dicks, écrivain britannique, mort en 2019.
- 25 juin : Charles Sheffield, écrivain britannique, mort en 2002.

### Décès
- 14 décembre : Stanley G. Weinbaum, écrivain américain, mort à 33 ans.
- 17 août : Charlotte Perkins Gilman (1860-1935) essayiste, romancière, et éditrice féministe américaine.

## Prix
La plupart des prix littéraires de science-fiction actuellement connus n'existaient alors pas.

## Parutions littéraires

### Romans
- Impossible ici par Sinclair Lewis.
- Quinzinzinzili par Régis Messac.

## Sorties audiovisuelles

### Films
- Air Hawks par Albert Rogell.
- L'Empire fantôme par Otto Brower et B. Reeves Eason.
- La Fiancée de Frankenstein par James Whale.
- The Lost City par Sherman S. Krellberg.
- Mort d'une sensation par Alexandr Andriyevsky.
- Once in a New Moon par Anthony Kimmins.